# Premiul Globul de Aur pentru cel mai bun film de animație
Premiul Globul de Aur pentru cel mai bun film de animație a fost acordat pentru prima dată în 2007 la cea de-a 64-a ediție a premiilor Globul de Aur. A fost pentru prima dată când Globurile de Aur au creat o categorie separată pentru filme de animație. Inițial, doar trei filme erau nominalizate la această categorie, în contrast cu cele cinci filme la majoritatea celorlalte ceremonii de premii. Studioul cu cele mai multe trofee câștigate în această categorie este Pixar, cu 7 trofee.
Filmele în limba engleză pot fi nominalizate la o singură categorie. Prim urmare, filmele nominalizate la această categorie nu sunt eligibile pentru nominalizare la categoriile Cel mai bun film: Dramă sau Cel mai bun film: Muzical sau Comedie dacă dialogul este în limba engleză. Totuși, filmele nominalizate la categoria Cel mai bun film străin sunt eligibile pentru categoria Cel mai bun film de animație, dar nu și pentru cele două premii pentru Cel mai bun film.

## Câștigători și nominalizați
Note:
- Câștigătorul din fiecare an apare colorat în albastru.
- † – indică câștigătorul unui Premiul Oscar pentru cel mai bun film de animație.
- ‡ – indică o nominalizare la Premiul Oscar pentru Cel mai bun film de animație.

| An                           | Film                                       | Nominalizare | Studio | Distributor                               |
| ---------------------------- | ------------------------------------------ | --- | --- | ----------------------------------------- |
| 2007                         | Cars ‡                                     | John Lasseter | Walt Disney Pictures, Pixar Animation Studios                                                                         | Walt Disney Studios Motion Pictures       |
| 2007                         | Happy Feet †                               | George Miller | Village Roadshow Pictures, Animal Logic, Kennedy Miller Productions                                                   | Warner Bros. Pictures                     |
| 2007                         | Monster House ‡                            | Gil Kenan | ImageMovers, Amblin Entertainment, Relativity Media                                                                   | Columbia Pictures                         |
| 2008                         | Ratatouille †                              | Brad Bird | Walt Disney Pictures, Pixar Animation Studios                                                                         | Walt Disney Studios Motion Pictures       |
| 2008                         | Bee Movie                                  | Simon J. Smith and Steve Hickner                                                                                      | DreamWorks Animation                                                                                                  | Paramount Pictures                        |
| 2008                         | The Simpsons Movie                         | David Silverman | 20th Century Fox Animation, Gracie Films                                                                              | 20th Century Fox                          |
| 2009                         | WALL-E †                                   | Andrew Stanton | Walt Disney Pictures, Pixar Animation Studios                                                                         | Walt Disney Studios Motion Pictures       |
| 2009                         | Bolt ‡                                     | Chris Williams and Byron Howard                                                                                       | Walt Disney Pictures, Walt Disney Animation Studios                                                                   | Walt Disney Studios Motion Pictures       |
| 2009                         | Kung Fu Panda ‡                            | Mark Osborne and John Stevenson                                                                                       | DreamWorks Animation                                                                                                  | Paramount Pictures                        |
| 2010                         | Up †                                       | Pete Docter | Walt Disney Pictures, Pixar Animation Studios                                                                         | Walt Disney Studios Motion Pictures       |
| 2010                         | Cloudy with a Chance of Meatballs          | Phil Lord and Christopher Miller                                                                                      | Sony Pictures Animation                                                                                               | Columbia Pictures                         |
| 2010                         | Coraline ‡                                 | Henry Selick | Laika, Pandemonium | Focus Features                            |
| 2010                         | Fantastic Mr. Fox ‡                        | Wes Anderson | 20th Century Fox Animation, American Empirical Pictures, Regency Enterprises, Indian Paintbrush                       | 20th Century Fox                          |
| 2010                         | The Princess and the Frog ‡                | Ron Clements and John Musker                                                                                          | Walt Disney Pictures, Walt Disney Animation Studios                                                                   | Walt Disney Studios Motion Pictures       |
| 2011                         | Toy Story 3 †                              | Lee Unkrich | Walt Disney Pictures, Pixar Animation Studios                                                                         | Walt Disney Studios Motion Pictures       |
| 2011                         | Despicable Me                              | Pierre Coffin and Chris Renaud                                                                                        | Illumination Entertainment                                                                                            | Universal Pictures                        |
| 2011                         | How to Train Your Dragon ‡                 | Chris Sanders and Dean DeBlois                                                                                        | DreamWorks Animation                                                                                                  | Paramount Pictures                        |
| 2011                         | The Illusionist ‡                          | Sylvain Chomet | Pathé, Django Films                                                                                                   | Sony Pictures Classics                    |
| 2011                         | Tangled                                    | Nathan Greno and Byron Howard                                                                                         | Walt Disney Pictures, Walt Disney Animation Studios                                                                   | Walt Disney Studios Motion Pictures       |
| 2012                         | The Adventures of Tintin                   | Steven Spielberg | Nickelodeon Movies, Amblin Entertainment, WingNut Films, The Kennedy/Marshall Company, Weta Digital, Hemisphere Media | Paramount Pictures and Columbia Pictures  |
| 2012                         | Arthur Christmas                           | Sarah Smith | Aardman Animations, Sony Pictures Animation                                                                           | Columbia Pictures                         |
| 2012                         | Cars 2                                     | John Lasseter | Walt Disney Pictures, Pixar Animation Studios                                                                         | Walt Disney Studios Motion Pictures       |
| 2012                         | Puss in Boots ‡                            | Chris Miller | DreamWorks Animation                                                                                                  | Paramount Pictures                        |
| 2012                         | Rango †                                    | Gore Verbinski | Nickelodeon Movies, GK Films, Industrial Light & Magic                                                                | Paramount Pictures                        |
| 2013                         | Brave †                                    | Mark Andrews and Brenda Chapman                                                                                       | Walt Disney Pictures, Pixar Animation Studios                                                                         | Walt Disney Studios Motion Pictures       |
| 2013                         | Frankenweenie ‡                            | Tim Burton | Walt Disney Pictures, Tim Burton Productions                                                                          | Walt Disney Studios Motion Pictures       |
| 2013                         | Hotel Transylvania                         | Genndy Tartakovsky | Sony Pictures Animation                                                                                               | Columbia Pictures                         |
| 2013                         | Rise of the Guardians                      | Peter Ramsey | DreamWorks Animation                                                                                                  | Paramount Pictures                        |
| 2013                         | Wreck-It Ralph ‡                           | Rich Moore | Walt Disney Pictures, Walt Disney Animation Studios                                                                   | Walt Disney Studios Motion Pictures       |
| 2014                         | Frozen †                                   | Chris Buck and Jennifer Lee                                                                                           | Walt Disney Pictures, Walt Disney Animation Studios                                                                   | Walt Disney Studios Motion Pictures       |
| 2014                         | The Croods ‡                               | Kirk DeMicco and Chris Sanders                                                                                        | DreamWorks Animation                                                                                                  | 20th Century Fox                          |
| 2014                         | Despicable Me 2 ‡                          | Pierre Coffin and Chris Renaud                                                                                        | Illumination Entertainment                                                                                            | Universal Pictures                        |
| 2015                         |                                            | | |                                           |
| How to Train Your Dragon 2 ‡ | Dean DeBlois                               | DreamWorks Animation                                                                                                  | 20th Century Fox |                                           |
| Big Hero 6 †                 | Don Hall and Chris Williams                | Walt Disney Pictures, Walt Disney Animation Studios                                                                   | Walt Disney Studios Motion Pictures                                                                                   |                                           |
| The Book of Life             | Jorge Gutierrez                            | Reel FX Creative Studios, 20th Century Fox Animation                                                                  | 20th Century Fox |                                           |
| The Boxtrolls ‡              | Graham Annable and Anthony Stacchi         | Laika | Focus Features |                                           |
| The Lego Movie               | Phil Lord and Christopher Miller           | Village Roadshow Pictures, Lego System A/S, Vertigo Entertainment, Lin Pictures, Animal Logic, Warner Animation Group | Warner Bros. Pictures                                                                                                 |                                           |
| 2016                         |                                            | | |                                           |
| Inside Out †                 | Pete Docter                                | Walt Disney Pictures, Pixar Animation Studios                                                                         | Walt Disney Studios Motion Pictures                                                                                   |                                           |
| Anomalisa ‡                  | Charlie Kaufman and Duke Johnson           | Starburns Industries, Snoot Films                                                                                     | Paramount Pictures |                                           |
| The Good Dinosaur            | Peter Sohn                                 | Walt Disney Pictures, Pixar Animation Studios                                                                         | Walt Disney Studios Motion Pictures                                                                                   |                                           |
| The Peanuts Movie            | Steve Martino                              | Blue Sky Studios, 20th Century Fox Animation, Peanuts Worldwide, Feigco Entertainment                                 | 20th Century Fox |                                           |
| Shaun the Sheep Movie ‡      | Richard Starzak and Mark Burton            | Aardman Animations | StudioCanal |                                           |
| 2017                         |                                            | | |                                           |
| Zootopia †                   | Byron Howard and Rich Moore                | Walt Disney Pictures, Walt Disney Animation Studios                                                                   | Walt Disney Studios Motion Pictures                                                                                   |                                           |
| Kubo and the Two Strings ‡   | Travis Knight                              | Laika | Focus Features |                                           |
| Moana ‡                      | Ron Clements and John Musker               | Walt Disney Pictures, Walt Disney Animation Studios                                                                   | Walt Disney Studios Motion Pictures                                                                                   |                                           |
| My Life as a Zucchini ‡      | Claude Barras                              | Rhône-Alpes Studios                                                                                                   | Gebeka Pictures |                                           |
| Sing                         | Garth Jennings                             | Illumination Entertainment                                                                                            | Universal Pictures |                                           |
| 2018                         | Coco ‡                                     | Lee Unkrich | Walt Disney Pictures, Pixar Animation Studios                                                                         | Walt Disney Studios Motion Pictures       |
| 2018                         | The Boss Baby ‡                            | Tom McGrath | DreamWorks Animation                                                                                                  | 20th Century Fox                          |
| 2018                         | The Breadwinner ‡                          | Nora Twomey | Cartoon Saloon, Telefilm Canada, Irish Film Board, Melusine Productions, Jolie Pas, Guru Studio, Aircraft Pictures    | GKIDS, Elevation Pictures, StudioCanal    |
| 2018                         | Ferdinand ‡                                | Carlos Saldanha | Blue Sky Studios, 20th Century Fox Animation, Davis Entertainment                                                     | 20th Century Fox                          |
| 2018                         | Loving Vincent ‡                           | Dorota Kobiela and Hugh Welchman                                                                                      | BreakThru Productions, Trademark Films                                                                                | Next Film, Altitude Film Distribution     |
| 2019                         | Spider-Man: Into the Spider-Verse          | Bob Persichetti, Peter Ramsey and Rodney Rothman                                                                      | Columbia Pictures, Sony Pictures Animation, Marvel Entertainment                                                      | Sony Pictures Releasing                   |
| 2019                         | Incredibles 2                              | Brad Bird | Walt Disney Pictures, Pixar Animation Studios                                                                         | Walt Disney Studios Motion Pictures       |
| 2019                         | Isle of Dogs                               | Wes Anderson | Studio Babelsberg, Indian Paintbrush, American Empirical Pictures                                                     | Fox Searchlight Pictures                  |
| 2019                         | Mirai                                      | Mamoru Hosoda | Studio Chizu | Toho, GKIDS                               |
| 2019                         | Ralph Breaks the Internet                  | Rich Moore and Phil Johnston                                                                                          | Walt Disney Pictures, Walt Disney Animation Studios                                                                   | Walt Disney Studios Motion Pictures       |
| 2020                         | Missing Link                               | Chris Butler | Annapurna Pictures, Laika                                                                                             | United Artists Releasing                  |
| 2020                         | Frozen II                                  | Chris Buck și Jennifer Lee                                                                                            | Walt Disney Pictures, Walt Disney Animation Studios                                                                   | Walt Disney Studios Motion Pictures       |
| 2020                         | How to Train Your Dragon: The Hidden World | Dean DeBlois | DreamWorks Animation                                                                                                  | Universal Pictures                        |
| 2020                         | The Lion King                              | Jon Favreau | Walt Disney Pictures, Fairview Entertainment                                                                          | Walt Disney Studios Motion Pictures       |
| 2020                         | Toy Story 4                                | Josh Cooley | Walt Disney Pictures, Pixar Animation Studios                                                                         | Walt Disney Studios Motion Pictures       |
| 2021                         | Soul                                       | Pete Docter și Kemp Powers                                                                                            | Walt Disney Pictures, Pixar Animation Studios                                                                         | Walt Disney Studios Motion Pictures       |
| 2021                         | The Croods: A New Age                      | Joel Crawford | DreamWorks Animation                                                                                                  | Universal Pictures                        |
| 2021                         | Onward                                     | Dan Scanlon | Walt Disney Pictures, Pixar Animation Studios                                                                         | Walt Disney Studios Motion Pictures       |
| 2021                         | Over the Moon                              | Glen Keane | Netflix Animation, Pearl Studio, Dentsu Entertainment, Sony Pictures Imageworks, Glen Keane Productions               | Netflix                                   |
| 2021                         | Wolfwalkers                                | Tomm Moore și Ross Stewart                                                                                            | Cartoon Saloon, Melusine Productions                                                                                  | Wildcard, Apple Inc./GKIDS, Haut et Court |
| 2022                         | Encanto                                    | Jared Bush și Byron Howard                                                                                            | Walt Disney Pictures, Walt Disney Animation Studios                                                                   | Walt Disney Studios Motion Pictures       |
| 2022                         | Flee                                       | Jonas Poher Rasmussen                                                                                                 | Vice Studios, etc. | Neon, Participant                         |
| 2022                         | Luca                                       | Enrico Casarosa | Walt Disney Pictures, Pixar Animation Studios                                                                         | Walt Disney Studios Motion Pictures       |
| 2022                         | My Sunny Maad                              | Michaela Pavlátová | |                                           |
| 2022                         | Raya and the Last Dragon                   | Don Hall și Carlos López Estrada                                                                                      | Walt Disney Pictures, Walt Disney Animation Studios                                                                   | Walt Disney Studios Motion Pictures       |
| 2023                         | Guillermo del Toro's Pinocchio             | Guillermo del Toro și Mark Gustafson                                                                                  | Netflix Animation, Double Dare You!, ShadowMachine, The Jim Henson Company, Taller del Chucho                         | Netflix                                   |
| 2023                         | Inu-Oh                                     | Masaaki Yuasa | Science Saru | Asmik Ace, Aniplex                        |
| 2023                         | Marcel the Shell with Shoes On             | Dean Fleischer Camp                                                                                                   | Cinereach, You Want I Should LLC., Human Woman Inc., Sunbeam TV & Films, Chiodo Bros. Productions                     | A24                                       |
| 2023                         | Puss in Boots: The Last Wish               | Joel Crawford | DreamWorks Animation                                                                                                  | Universal Pictures                        |
| 2023                         | Turning Red                                | Domee Shi | Walt Disney Pictures, Pixar Animation Studios                                                                         | Walt Disney Studios Motion Pictures       |
| 2023                         | The Boy and the Heron                      | Hayao Miyazaki | Studio Ghibli |                                           |
| 2023                         | Elemental                                  | Peter Sohn | Walt Disney Pictures, Pixar Animation Studios                                                                         |                                           |
| 2023                         | Spider-Man: Across the Spider-Verse        | Joaquim Dos Santos, Justin K. Thompson și Kemp Powers                                                                 | Columbia Pictures, Sony Pictures Animation, Marvel Entertainment                                                      |                                           |
| 2023                         | The Super Mario Bros. Movie                | Aaron Horvath și Michael Jelenic                                                                                      | Universal Pictures, Illumination, Nintendo                                                                            |                                           |
| 2023                         | Suzume                                     | Makoto Shinkai | CoMix Wave Films, Studio, Inc.                                                                                        |                                           |
| 2023                         | Wish                                       | Chris Buck și Fawn Veerasunthorn                                                                                      | Walt Disney Pictures, Walt Disney Animation Studios                                                                   |                                           |
| 2024                         | Flow                                       | Gints Zilbalodis | Janus Films |                                           |
| 2024                         | Inside Out 2                               | Kelsey Mann | Walt Disney Pictures, Pixar Animation Studios                                                                         |                                           |
| 2024                         | Memoir of a Snail                          | Adam Elliot | IFC Films |                                           |
| 2024                         | Moana 2                                    | David Derrick Jr. | Walt Disney Pictures, Walt Disney Animation Studios                                                                   |                                           |
| 2024                         | Wallace & Gromit: Vengeance Most Fowl      | Nick Park and Merlin Crossingham                                                                                      | Aardman Animations, Netflix                                                                                           |                                           |
| 2024                         | The Wild Robot                             | Chris Sanders | DreamWorks Animation                                                                                                  |                                           |